# Боря (лунный кратер)
Кратер Боря (лат. Borya), не путать с кратером Борис (лат. Boris), — маленький ударный кратер в западной части Моря Дождей на видимой стороне Луны, в месте посадки космического аппарата Луна-17 с Луноходом-1. Название дано по уменьшительной форме русского мужского имени в честь почётного члена экипажа телеоператорного управления Луноходами, руководителя оперативной научной группы от АН СССР, Бориса Викторовича Непоклонова и утверждено Международным астрономическим союзом в 2012 г. В связи с небольшим размером кратера по правилам МАС для него было выбрано личное имя, в отличие от наименований больших кратеров, называемых в честь конкретных учёных.

## Описание кратера

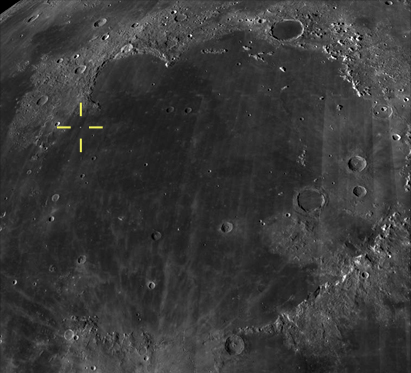
Месторасположение кратера на снимке Моря Дождей

Кратер находится приблизительно в 1400 метрах к северу от места посадки Луны-17. Кроме этого кратера, на маршруте Лунохода-1 собственные имена получили кратеры Вася, Николя, Слава, Игорь, Костя, Витя, Гена, Валера, Коля, Леонид и Альберт в честь учёных, работавших на этом проекте. Селенографические координаты центра кратера 38°18′ с. ш. 35°00′ з. д. / 38,3° с. ш. 35° з. д., диаметр 0,4 км.
Кратер имеет чашеобразную форму и испещрён множеством еще более мелких кратеров.

## Сателлитные кратеры
Отсутствуют